# Paul Rogers (Filmeditor)

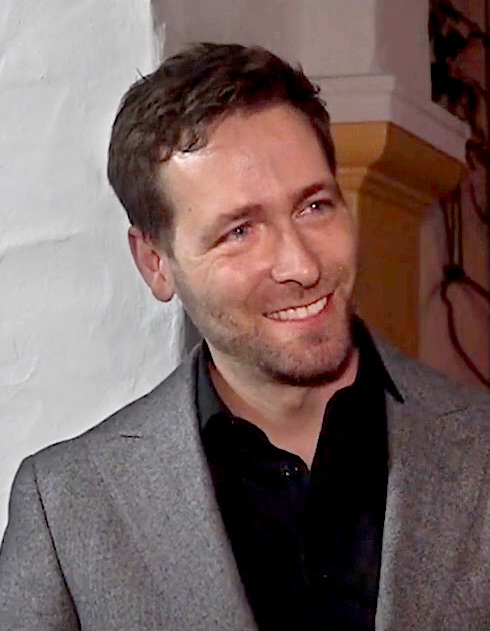
Paul Rogers (2023)

Paul Rogers ist ein US-amerikanischer Filmeditor.

## Leben
Nach seiner Arbeit für die Eric Andre Show und die Dokumentarfilme Can't Stop, Won't Stop: A Bad Boy Story und You Cannot Kill David Arquette arbeitete Rogers für Daniel Scheinerts Kriminalkomödie The Death of Dick Long als Filmeditor. Im März 2022 wurde Everything Everywhere All at Once beim South by Southwest Film Festival gezeigt, der zweite gemeinsame Spielfilm von Scheinert und dessen Kreativpartner Daniel Kwan für den Rogers als Filmeditor tätig war. Rogers war bereits zuvor als Filmeditor an einigen ihrer Musikvideos beteiligt.
Ende Juni 2023 wurde Rogers Mitglied der Academy of Motion Picture Arts and Sciences.

## Filmografie
- 2004: 20 Funerals
- 2016: The Eric Andre Show (Fernsehserie, 10 Folgen)
- 2017: Can't Stop, Won't Stop: A Bad Boy Story (Dokumentarfilm)
- 2018–2020: Dream Corp LLC (Fernsehserie, 5 Folgen)
- 2020: You Cannot Kill David Arquette (Dokumentarfilm)
- 2019: The Death of Dick Long
- 2022: Everything Everywhere All at Once
- 2025: Die Legende von Ochi (The Legend of Ochi)
- 2025: BLKNWS: Terms & Conditions

## Auszeichnungen
Academy Award
- 2023: Auszeichnung für den Besten Schnitt (Everything Everywhere All at Once)

British Academy Film Award
- 2023: Auszeichnung für den Besten Schnitt (Everything Everywhere All at Once)

Critics’ Choice Movie Award
- 2023: Auszeichnung für den Besten Filmschnitt (Everything Everywhere All at Once)

Independent Spirit Award
- 2023: Nominierung für den Besten Filmschnitt (Everything Everywhere All at Once)[4]

South by Southwest Film Festival
- 2022: Auszeichnung mit dem Editing Award (Everything Everywhere All at Once)[5]